# 1095 (szám)
Az 1095 (római számmal: MXCV) az 1094 és 1096 között található természetes szám.

## A szám a matematikában
A tízes számrendszerbeli 1095-ös a kettes számrendszerben 10001000111, a nyolcas számrendszerben 2107, a tizenhatos számrendszerben 447 alakban írható fel.
Az 1095 páratlan szám, összetett szám, szfenikus szám. Kanonikus alakja 31 · 51 · 731, normálalakban az 1,095 · 103 szorzattal írható fel. Nyolc osztója van a természetes számok halmazán, ezek növekvő sorrendben: 1, 3, 5, 15, 73, 219, 365 és 1095.
Az 1095 huszonhárom szám valódiosztó-összegeként áll elő, ezek közül legkisebb a 2553.

## Csillagászat
- 1095 Tulipa kisbolygó